# Ischaemum kingii
Ischaemum kingii är en gräsart som beskrevs av Joseph Dalton Hooker. Ischaemum kingii ingår i släktet Ischaemum och familjen gräs. Inga underarter finns listade i Catalogue of Life.